# ツイてない男
『ツイてない男』(Botched) は、2007年に製作されたキット・ライアン監督、スティーヴン・ドーフ主演のブラック・コメディ映画である。

## 概要
『ワールド・トレード・センター』などで知られるアメリカ人俳優のスティーヴン・ドーフ主演のブラック・コメディである本作。かつての恩を返すために泥棒を繰り返す主人公が、ふとしてしまったミスからとんでもない事態へ発展してしまうのだが、どの登場人物もキャラクターが濃く、どぎつい描写もあるスプラッターホラー映画のテイストではあるが所々に散りばめられたギャグとユーモラスな人間模様と環境設定がユニークに光る作品になっている。出演には、ドーフをはじめイギリスで活躍する俳優が多く出演しており、ジェイミー・フォアマンをはじめジェイミー・マーレイ、ブロナー・ギャラガー、ショーン・パトウィーらが顔を揃える。日本では劇場未公開に終わった本作だが、ニューヨーク・ホラー・フィルム・フェスティバルにおいて主演男優賞と作品賞をそれぞれ獲得した。

## あらすじ
かつて移民の手助けをしてくれたマフィアのボスであるグロズニー（ショーン・パトウィー）に借りを返すため、宝石を盗もうとしたリッチー（スティーヴン・ドーフ）。途中までは上手く行き、何事もなかったかのように犯罪現場から姿を消すことが出来たのだが、不慮の事故で計画は丸つぶれに。そんなリッチーのミスにグロズニーは最後のチャンスを与える。グロズニーは次の獲物としてモスクワにあるとあるビルの最上階にある十字架を盗んで来いという指令を下す。最後のチャンスということでリッチーも本腰を入れてモスクワへ向かった。
空港から出ると、そこには新しく組むピーター（ジェイミー・フォアマン）とその弟であるユーリ（ラッセル・スミス）がリッチーを出迎えた。そしていざ犯行場所の巨大ビルへ向かう3人。十字架を盗むべく犯行に移る3人だったが、自己中心的なピーターが1人の女を殺したことで徐々に犯行計画が狂い始める。その挙句、逃げ込むようにエレベーターに乗ったはいいが次々と乗客が乗って来た上にユーリのせいで犯行も彼らにバレてしまい、エレベーターまで止まってしまう。渋々彼らを人質に取ることにした3人はたまたま扉が開いたフロアーに降りるのだが…。

## スタッフ・キャスト

### キャスト
- リッチー：スティーヴン・ドーフ Stephen Dorff
- ピーター：ジェイミー・フォアマン（英語版） Jamie Foreman
- アンナ：ジェイミー・マーレイ Jaime Murray
- ソニヤ：ブロナー・ギャラガー Bronagh Gallagher
- ボリス：ジェフ・ベル Geoff Bell
- ユーリ：ラッセル・スミス Russell Smith
- グロズニー：ショーン・パートウィー Sean Pertwee
- ドミトリ：ヒュー・オコナー（英語版） Hugh O'Conor

### スタッフ
- 監督：キット・ライアン
- 製作：トーマス・フィッシャー、ほか
- 製作総指揮：ジョナサン・デッカー、ほか
- 脚本：デレク・ボイル、イーモン・フリール、レイモンド・フリール
- 音楽：トム・グリーン
- 撮影：ブライアン・ロフタス
- 編集：ジェレミー・ギブス